# Kreuzkopfschanzen
Die Kreuzkopfschanzen in Bad Griesbach bestehen aus zwei kleinen Skisprungschanzen der Kategorie K 10 (Kinderschanze), K 28 (Schülerschanze) und einer mittleren Schanze der Kategorie K 57 (Kreuzkopfschanze) und sind mit Matten belegt.

## Geschichte
1954 baute der Verein Skizunft Bad Griesbach die Kreuzkopfschanze und ließ sie 1966/67 mit Kunststoffmatten belegen. Die K 46,5-Schanze wurde im September 1967 mit einem Lehrgang der deutschen Nationalmannschaft eingeweiht. Das Eröffnungsspringen der Schanze fand am 6. und 7. Juli 1968 statt.
Im Jahr 1969 baute man die Schülerschanze K 28. Diese wurde ebenfalls mit Matten belegt. 1983/84 wurden beide Schanzen umgebaut. Die neue K 57-Schanze wurde 2005 am Aufsprung erneuert. Ein Jahr später baute man die beiden kleinen Schanzen um. Zwischen den Jahren 2008 und 2009 renovierte man den Anlaufturm der K 57-Schanze.
Seit 1968 veranstaltet man alljährlich ein großes Mattenspringen, welches seit 1989 unter der Patenschaft von Georg Thoma steht.